# Galbadrachyn Otgonceceg
Galbadrachyn Otgonceceg nebo Otgonceceg Galbadrachová (* 29. října 1992) je mongolská zápasnce, bronzová olympijská medailistka z roku 2016, která od roku 2015 reprezentuje Kazachstán.

## Sportovní kariéra
Pochází z ajmagu Gobi-Altaj z chalchské kočovné rodiny. Sportovnímu zápasení se věnuje od svých 17 let v zápasnickém klubu Teműdžin v Ulánbátaru. V mongolské ženské judistické a sambistické reprezentaci se pohybovala od roku 2011 v superlehké váze do 48 kg. Jejím osobním trenérem je D. Enchbátar. Jako reprezentační dvojka za krajankou Uranceceg přijala v roce 2015 nabídku reprezentovat Kazachstán. V roce 2016 se kvalifikovala na olympijské hry v Riu. Ve čtvrtfinále ztratila v závěrečné minutě dobře rozehraný zápas s Japonkou Ami Kondóovou, která jí chytila do držení. V boji o třetí místo hodila na ippon Kubánku Dayaris Mestreovou technikou ura-nage a získala bronzovou olympijskou medaili.

### Vítězství na turnajích
- 2014 – 1x světový pohár (Astana)
- 2015 – 1x světový pohár (Čedžu)
- 2016 – 4x světový pohár (Paříž, Samsun, Almaty, Abú Zabí)
- 2017 – 1x světový pohár (Antalya)
- 2018 – 1x světový pohár (Minsk)

## Výsledky
| Turnaj            | Mongolsko       | Mongolsko       | Mongolsko       | Mongolsko       | Kazachstán      | Kazachstán      | Kazachstán      | Kazachstán      |                 |                 |
| Turnaj            | 2011            | 2012            | 2013            | 2014            | 2015            | 2016            | 2017            | 2018            |                 |                 |
| Turnaj            | 19              | 20              | 21              | 22              | 23              | 24              | 25              | 26              |                 |                 |
| Turnaj            | superlehká váha | superlehká váha | superlehká váha | superlehká váha | superlehká váha | superlehká váha | superlehká váha | superlehká váha | superlehká váha | superlehká váha |
| ----------------- | --------------- | --------------- | --------------- | --------------- | --------------- | --------------- | --------------- | --------------- | --------------- | --------------- |
| Olympijské hry    |                 | —               |                 |                 |                 | 3.              |                 |                 |                 |                 |
| Mistrovství světa | —               |                 | úč.             | úč.             | úč.             |                 | 3.              | 3.              |                 |                 |
| Asijské hry       |                 |                 |                 | —               |                 |                 |                 | 3.              |                 |                 |
| Mistrovství Asie  | —               | —               | —               |                 | —               | 1.              | 2.              |                 |                 |                 |
| Univerziáda       | úč.             |                 | —               |                 | —               |                 | 3.              |                 |                 |                 |